# SUNTORY OOLONG TEA CM SONG COLLECTIONS 烏龍歌集
『SUNTORY OOLONG TEA CM SONG COLLECTIONS 烏龍歌集』（サントリー ウーロン ティー シーエム ソング コレクションズ うーろんかしゅう）は、サントリーフーズ・烏龍茶のコマーシャルメッセージにて1990年から1998年にかけて放送・使用された楽曲を集めたコンピレーション・アルバム。
1998年7月16日に東芝EMI/EASTWORLDレーベルから発売された。規格品番：TOCT-10351。

## 収録曲
全編曲：中川俊郎（特記以外）
1. 翠湖のほとりで〜烏龍茶’98「春の勉強」
  - 作曲：中川俊郎
2. 武夷山〜烏龍茶’90「舞踏学校」「京劇院」
  - 作曲：中川俊郎
3. Memory〜烏龍茶’91「風とバドミントン」「遥かなるドライブ」
  - 作曲：中川俊郎
4. いつでも夢を1〜烏龍茶’92「いつでも夢を」
  - 作詞：佐伯孝夫　作曲：吉田正
5. いつでも夢を2〜烏龍茶’92「いつでも夢を　小川」「いつでも夢を　田園」
  - 作詞：佐伯孝夫　作曲：吉田正
6. いつでも夢を3〜烏龍茶’92「夢の水辺」
  - 作詞：佐伯孝夫　作曲：吉田正
7. いつでも夢を4〜烏龍茶’92「夢の２人乗り」
  - 作詞：佐伯孝夫　作曲：吉田正
8. いつでも夢を5〜烏龍茶’92「夢のダンス」
  - 作詞：佐伯孝夫　作曲：吉田正
9. ジングル・ベル
  - 作曲：ジェームズ・ロード・ピアポント（英語版）
  - 編曲：ジェイムス下地
10. もろびとこぞりて
  - 編曲：ジェイムス下地
11. 聖しこの夜
  - 作曲：フランツ・クサーヴァー・グルーバー
  - 編曲：ジェイムス下地
12. 結婚しようよ〜烏龍茶’93「春の結婚」「新婚旅行」「幸福な家庭」
  - 作詞・作曲：吉田拓郎
13. 春一番〜烏龍茶’94「春の空」
  - 作詞・作曲：穂口雄右
14. 暑中お見舞い申し上げます〜烏龍茶’94「夏の川」
  - 作詞：喜多條忠　作曲：佐瀬寿一
15. 微笑み返し〜烏龍茶’94「秋の風」
  - 作詞：阿木燿子　作曲：穂口雄右
16. 太湖船1〜烏龍茶’95「お茶のコ」「お茶のコ　お正月」
  - 作詞・作曲：Chinese Traditional
17. 太湖船2〜烏龍茶’95「お茶のコ　川」
  - 作詞・作曲：Chinese Traditional
18. 太湖船3〜烏龍茶’95「お茶のコ　山」
  - 作詞・作曲：Chinese Traditional
19. 鱒1〜烏龍茶’96「音楽室」
  - 作詞：クリスティアン・フリードリヒ・ダニエル・シューバルト
  - 作曲：フランツ・ペーター・シューベルト
20. 鱒2〜烏龍茶’96「あ、あの歌は」
  - 作詞：クリスティアン・フリードリヒ・ダニエル・シューバルト
  - 作曲：フランツ・ペーター・シューベルト
21. 鱒3〜烏龍茶’96「アコーディオン」
  - 作詞：クリスティアン・フリードリヒ・ダニエル・シューバルト
  - 作曲：フランツ・ペーター・シューベルト
22. 鱒4〜烏龍茶’96「オートバイ」
  - 作詞：クリスティアン・フリードリヒ・ダニエル・シューバルト
  - 作曲：フランツ・ペーター・シューベルト
23. 鱒5〜烏龍茶’96「路面電車」
  - 作詞：クリスティアン・フリードリヒ・ダニエル・シューバルト
  - 作曲：フランツ・ペーター・シューベルト
24. 鉄腕アトム1〜烏龍茶’97「スチュワーデスの春」
  - 作詞：谷川俊太郎　作曲：高井達雄　編曲：小西康陽
25. 鉄腕アトム2〜烏龍茶’97「機内サービス」
  - 作詞：谷川俊太郎　作曲：高井達雄　編曲：ASH
26. 鉄腕アトム3〜烏龍茶’97「屋台歩き」
  - 作詞：谷川俊太郎　作曲：高井達雄　編曲：ASH
27. 鉄腕アトム4〜烏龍茶’97「風と帽子」
  - 作詞：谷川俊太郎　作曲：高井達雄　編曲：大沢伸一